# Juan Aguirre González
Juan Timoteo Aguirre González, también conocido como Juan Aguirre y González, (Montevideo, Uruguay, 22 de agosto de 1870-ídem, 15 de agosto de 1949) fue un político y magistrado uruguayo, miembro de la Suprema Corte de Justicia de su país entre 1934 y 1940.

## Primera etapa
Nació en Montevideo el 22 de agosto de 1870, siendo hijo de Juan Aguirre y de Clotilda González.
Luego de cursar estudios en la Facultad de Derecho de la Universidad Mayor de la República, se graduó como doctor en Jurisprudencia en agosto de 1894.
Tras ejercer su profesión un tiempo en Tacuarembó, se trasladó a Rocha, donde fue designado Agente Fiscal en 1895 y luego Jefe Político entre 1896 y 1897.
Tras dejar este último cargo, se alejó de la actividad política y se dedicó a la abogacía durante 15 años.

## Cargos públicos
A principios de la década de 1910 fue miembro y presidente de la Junta Económica Administrativa de Montevideo.
En 1915 fue electo por el colegio electoral correspondiente Senador por Río Negro.
Sin embargo, en 1918 renunció a su banca para asumir como Director del Consejo Nacional de Enseñanza Primaria y Normal, recién creado.
En abril de 1924 el Consejo Nacional de Administración lo designó Fiscal de Gobierno de 2º Turno.

## Suprema Corte de Justicia
Finalmente, el 18 de junio de 1934 la Asamblea General lo eligió para integrar la Suprema Corte de Justicia, en reemplazo de Miguel V. Martínez quien había cesado casi un año antes.
Fue el primer magistrado en ingresar al máximo tribunal judicial del país luego de pasar este a denominarse Suprema Corte de Justicia con la Constitución de 1934. Asimismo, fue uno de los muy pocos integrantes de la misma a lo largo de la historia que no provenía de la carrera judicial, aunque en su caso sí había ocupado cargos como Fiscal.
Integró la Suprema Corte durante seis años. Cesó en el cargo el 22 de agosto de 1940, al cumplir 70 años, la edad límite para ejercer cargos judiciales según lo disponía el artículo 226 de la Constitución de 1934.
Fue reemplazado en octubre por Juan José Aguiar.

## Muerte
Falleció el 15 de agosto de 1949, poco antes de cumplir 79 años.